# Micracanthia schuhi
Micracanthia schuhi är en insektsart som beskrevs av John D. Lattin 1968. Micracanthia schuhi ingår i släktet Micracanthia och familjen strandskinnbaggar. Inga underarter finns listade i Catalogue of Life.